# Takeya Mizugaki
Takeya Mizugaki, (japanska: 水垣偉弥?, Mizugaki Takeya), född 16 december 1983,  är en japansk MMA-utövare som tävlar i organisationen Ultimate Fighting Championship.